# Septimiu Chelcea
Septimiu Chelcea  (n. 1940) este profesor universitar la Facultatea de Sociologie și Asistență Socială a Universității din București. Între 2002 și 2005 a fost directorul revistei Sociologie Românească. În 2004 a primit premiul Opera Omnia pentru întreaga activitate de cercetare științifică.
Septimiu Chelcea a publicat peste 100 de studii și articole științiifice, precum și mai multe volume de specialitate (unic autor, în colaborare, sau coordonator).
Bibliografie selectivă:
- Chestionarul în investigația sociologică, București, Editura Științifică și Enciclopedică, 1975.
- Experimentul în psihosociologie, București, Editura Științifică și Enciclopedică, 1982.
- Studiul documentelor sociale, coordonator, București, Editura Științifică și Enciclopedică, 1985.
- Personalitate și societate în tranziție, București, Editura Șiință și Tehnică, 1994.
- Metodologia cercetării sociologice, București, Editura Economică, 2001.
- Un secol de cercetări psihosociologice, Iași, Editura Polirom, 2002.
- Opinia publică. Gândesc masele despre ce și cum vor elitele?, București, Editura Economică, 2002.
- Psihosociologie. Teorie și aplicații, coordonator, București, Editura Economică, 2006.
- Opinia publică. Strategii de persuasiune și manipulare, București, Editura Economică, 2006.